# Euboiabukten
Euboiabukten (grekiska: Evvoïkós Kólpos) är det farvatten i Grekland som skiljer ön Euboia från det grekiska fastlandet. Euboiabukten är omkring 130 km lång och har sin smalaste passage, Euripossundet, vid staden Chalkis.